# Lindö
58°36′49.31″N 16°14′53.13″Ø / 58.6136972°N 16.2480917°Ø
Lindö er en by i Norrköpings kommun i Östergötlands län i Östergötland i Sverige. I 2010 havde byen 	4.915 indbyggere . Lindö ligger cirka fem kilometer nordøst for Norrköping.
Nordvest for byen danner Lindökanalen en lettere forbindelse fra Bråviken mod øst og ind til Norrköping, hvor Motala ström slår et sving rundt om Händelö.